# Krokugtjärnen (Floda socken, Dalarna)
Krokugtjärnen är en sjö i Gagnefs kommun i Dalarna och ingår i Norrströms huvudavrinningsområde. Den ligger på myrområdet sydväst om sjön Tyren.